# Porsche-Diesel Super 309
Der Porsche-Diesel Super 309 ist ein Traktor, den die Porsche-Diesel Motorenbau GmbH zwischen 1961 und 1963 herstellte. Gegenüber dem Vorgängermodell Porsche-Diesel Super 308 hat der Super 309 nur einen geringfügig verbesserten Motor bei sonst gleicher technischer Ausstattung. Porsche baute den Traktor in den vier Varianten N (Normalversion), S (Schmalspurversion), B (Baumaschine) und V (Export). Die speziell für die Baubranche gefertigte Variante wurde in Gelb lackiert und mit genormten Heck- und Frontanbauplatten ausgestattet, sodass sich beispielsweise Heckbagger, Frontlader oder eine Kehrmaschine leicht anbringen lassen.

## Beschreibung
Porsche verwendete für den Super 309 die luftgekühlten Viertakt-Dreizylinder-Reihenmotoren vom Typ F 319 a (Nenndrehzahl 2000/min) und F 309 b (Nenndrehzahl 1950/min) mit jeweils 2625 cm³ Hubraum. Gegenüber dem Vorgängermodell wurde die Zylinderbohrung von 95 auf 98 mm vergrößert und damit die Motorleistung um 2 PS auf 40 PS (29 kW) gesteigert. Der Motor hat eine zahnradgetriebene, untenliegende Nockenwelle, hängende Ventile und arbeitet nach dem Porsche-Optima-Verbrennungsverfahren. Ferner zählen beim Super 309 eine Druckumlaufschmierung mit Zahnradpumpe, ein Ölbadluftfilter mit Vorabscheider sowie der hand- und fußverstellbare Fliehkraftregler zur technischen Ausstattung.
Der Traktor hat ein Zahnradwechselgetriebe von ZF oder Getrag mit fünf Vorwärtsgängen und einem Rückwärtsgang. Die Achsübersetzung besteht aus spiralverzahnten Kegelrädern. Auf Wunsch war der Einbau eines hydraulischen Krafthebers mit Dreipunktaufhängung möglich. Der Hubzylinder hat einen Kolbendurchmesser von 85 Millimetern und einen Kolbenweg von 146 mm.
Am Heck hat der Traktor eine Getriebe- und Wegzapfwelle. Außerdem befindet sich vorn eine kupplungsunabhängige Motorzapfwelle. Die mechanischen Innenbackenbremsen des Super 309, die auf die Hinterräder wirken, können auch als Lenkbremse verwendet werden, das heißt, das linke oder das rechte Hinterrad kann zur Lenkunterstützung getrennt abgebremst werden. Die Fahrerplattform des Porsche-Schleppers ist über einen Frontaufstieg zugänglich. Dort ist ein Parallelogrammschwingsitz für den Fahrer und ein Kotflügelsitz. Auf Wunsch konnte ein Fritzmeier-Verdeck M-201 in Verbindung mit einer klappbaren Frontscheibe sowie einem Scheibenwischer eingebaut werden.
Je nach Bereifung erreicht der Traktor im fünften Gang eine Maximalgeschwindigkeit zwischen 20 und 27,9 km/h. In der Normalversion ist der Traktor 2910 mm lang, 1595 mm breit und er erreicht ein Gewicht von 1700 kg. Die Schmalspurversion misst 2840 mm in der Länge sowie 1170 mm in der Breite und wiegt 1530 kg. Etwas länger und schwerer als die Normalversion ist die Bauversion mit 3350 mm und 2580 kg.